# Karl Emanuel Jansson

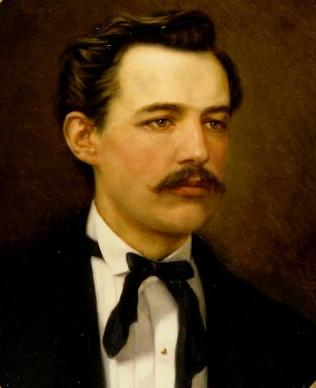
Karl Emanuel Jansson

Karl Emanuel Jansson, född 7 juli 1846 i Finström, Åland, död 1 juni 1874 i Jomala, var en åländsk konstnär. Han var näst äldst av sju syskon. Han far, Jan Jansson, var en bonde i Pålsböle. 
Sina konstnärliga inspiration fick Jansson av sockenmålaren G Kjellgren, vid sex-sju års ålder, när han där lärde sig att läsa och skriva. Efter avslutad skolgång sattes han i skomakarlära. Efter ett år drogs han till Kjellgren och fungerade som sockenmålarens hjälpreda. Kyrkoherden Frans von Knorring såg i slutet av 1859 några av Janssons teckningar. Han sände några till Finska Konstföreningens direktion och lovordade Karl. 
Föreningen gav Jansson ett bidrag så att han kunde studera vid Finska Konstföreningens ritskola i Åbo, under ledning av Robert Wilhelm Ekman. Av Ekman fick han husrum, rit- och målningsmaterial och en hel del extra undervisning. Karl gjorde stora framsteg under de två åren han målade med Ekman. 
Jansson flyttade hösten 1862 till Stockholm, för att kunna utvecklas mer som artist, och inskrevs som elev vid Kongl. Akademin för de fria konsterna. Han tog anatomiexamen 1863. Han levde under svåra ekonomiska förhållanden och hade svårt att sälja sina verk. 
Jansson fick hård kritik för de målningar han sände hem. Han började då kritisera sig själv allt mer, och den inställningen behöll han. Han fick inte den uppmärksammad han behövde. Tavlan ”Den förlorade sonens återkomst” belönades med ett pris. Han avslutade sin utbildning vid akademien 1867 med mycket beröm. Jansson lyckades utverka statsstöd för studier i Düsseldorf och reste dit på hösten 1868. Han åkte hem igen sommaren 1870 och tillbringade ett år på Åland innan han återvände till Düsseldorf. 
Han var nu märkt av en tilltagande lungsjukdom. De sista verk han fullbordade var ”Talmannen” och ”En slant i håven”. För att lindra sin sjukdom reste han till Rom i mars 1872. Efter några månader åkte han runt till olika kurorter (Davos, Meran) men inget förbättrade hans tillstånd. Efter en liten tid i Düsseldorf kom han hem till Åland sensommaren 1873.
Karl flyttade in på Jomala gård, där lagman Lönnblad och hans fru tog hand om honom. Han målade några verk som förblev ofullbordade. På dödsbädden fick han veta att han belönats på världsutställningen i Wien för sina konstverk ”Klöveress” och ”Talmannen”, samt att han blivit medlem i konstakademin i Sankt Petersburg.

## Bildgalleri

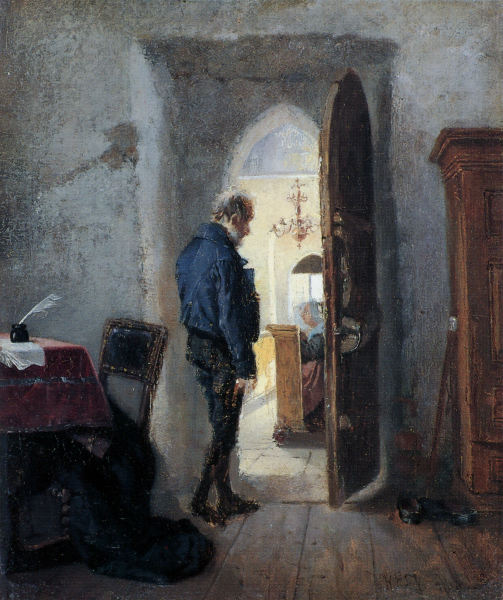
Den gamla klockaren (Vanha lukkari), 1874
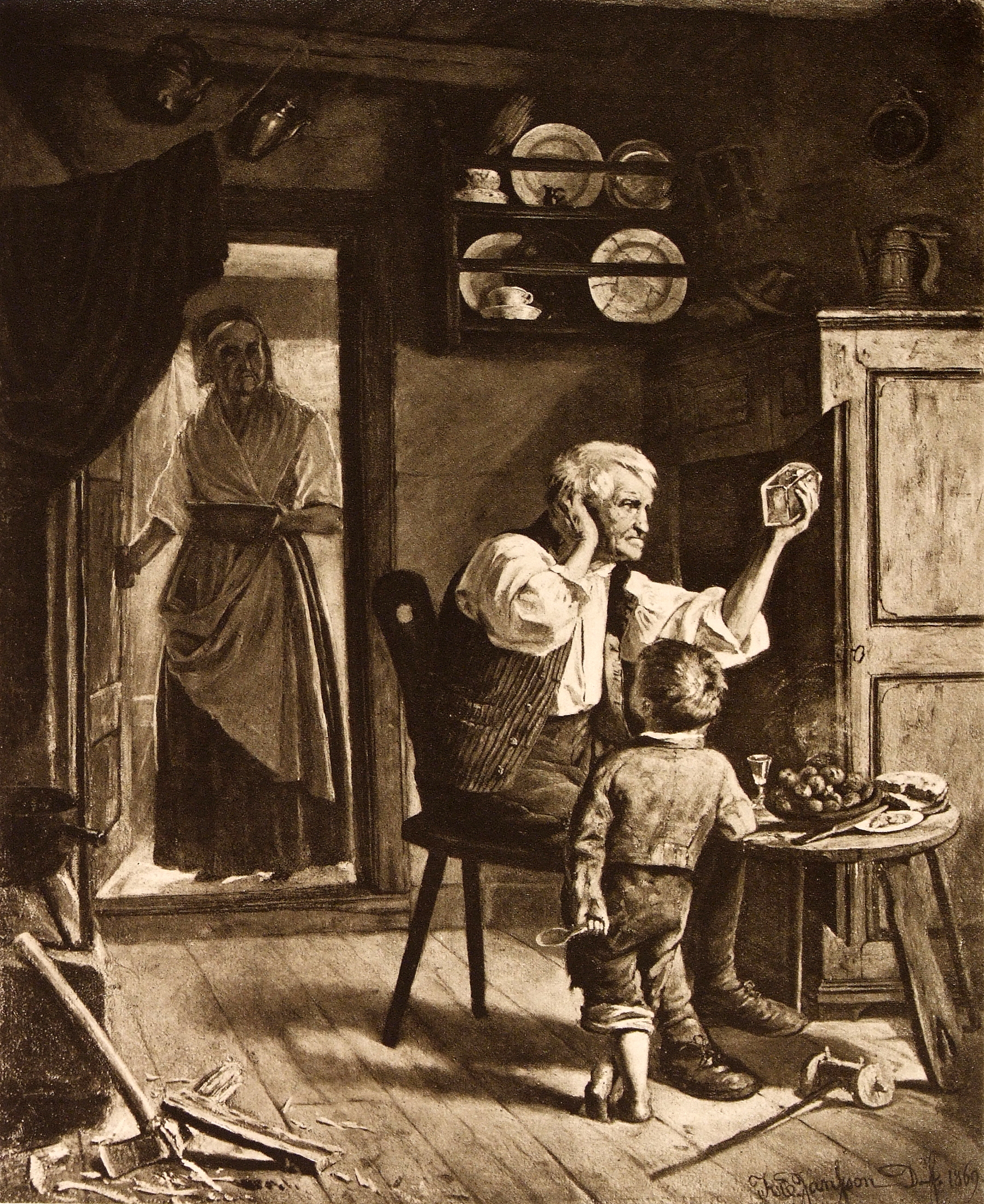
K. E. Jansson, Sista droppen, 1869
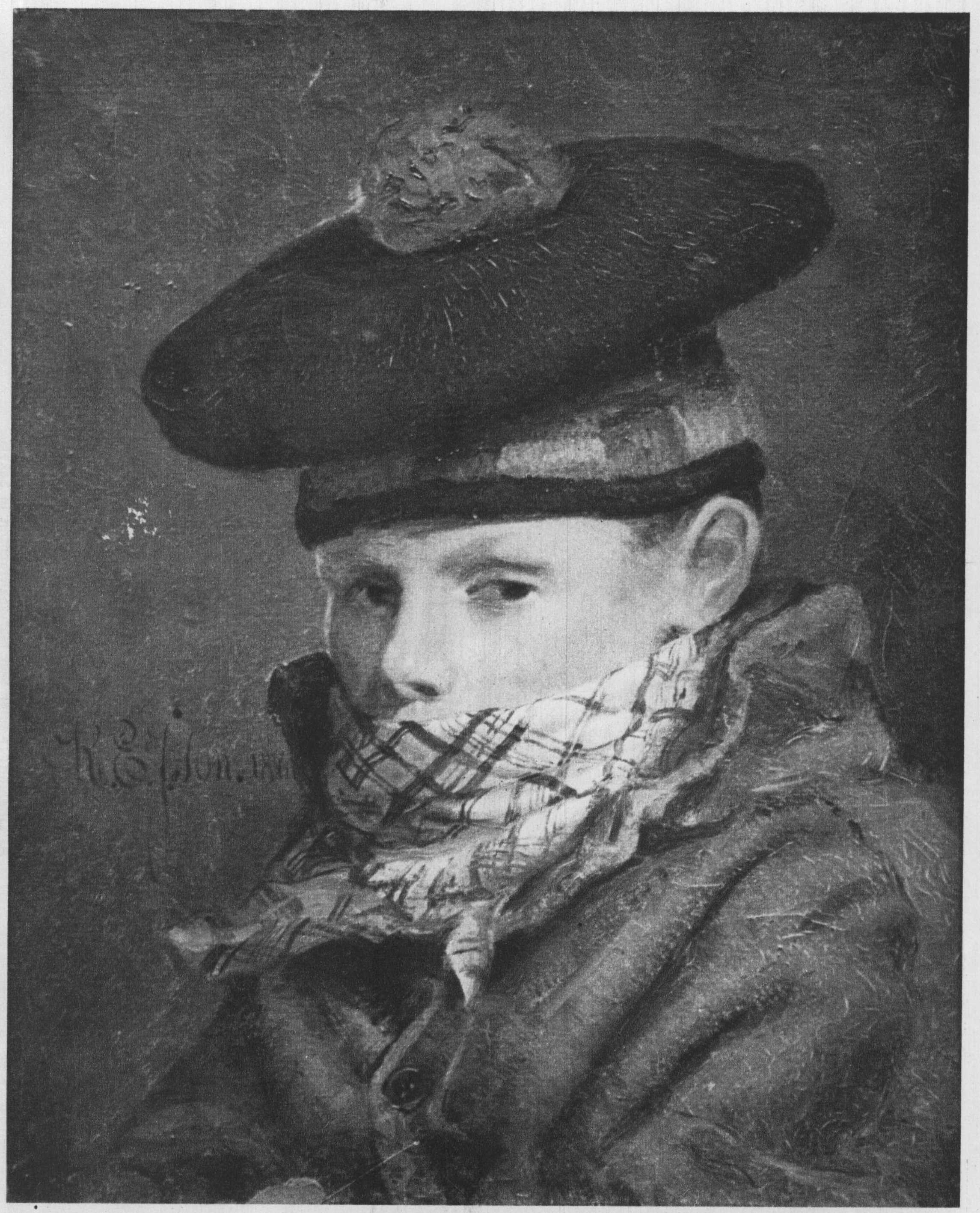
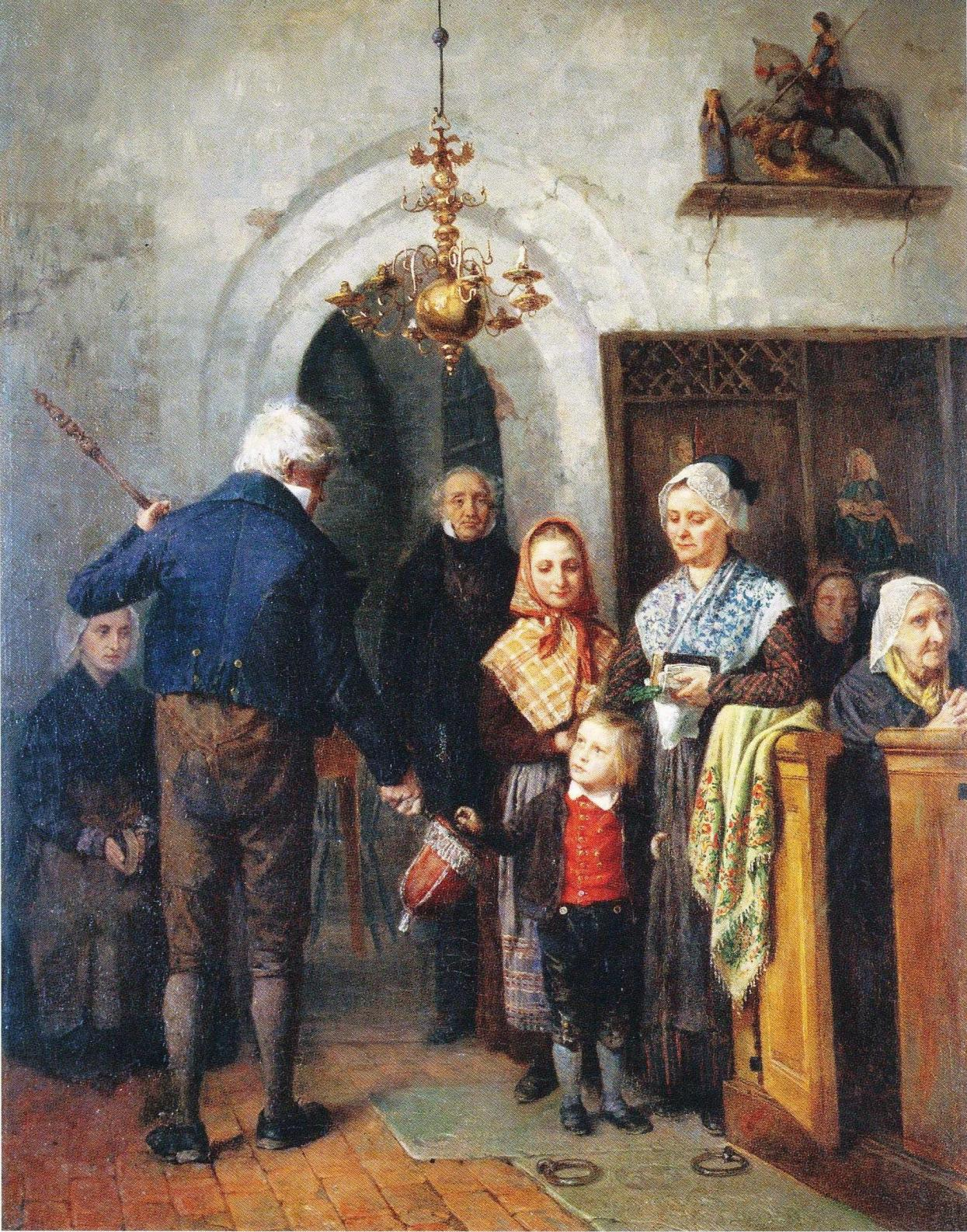
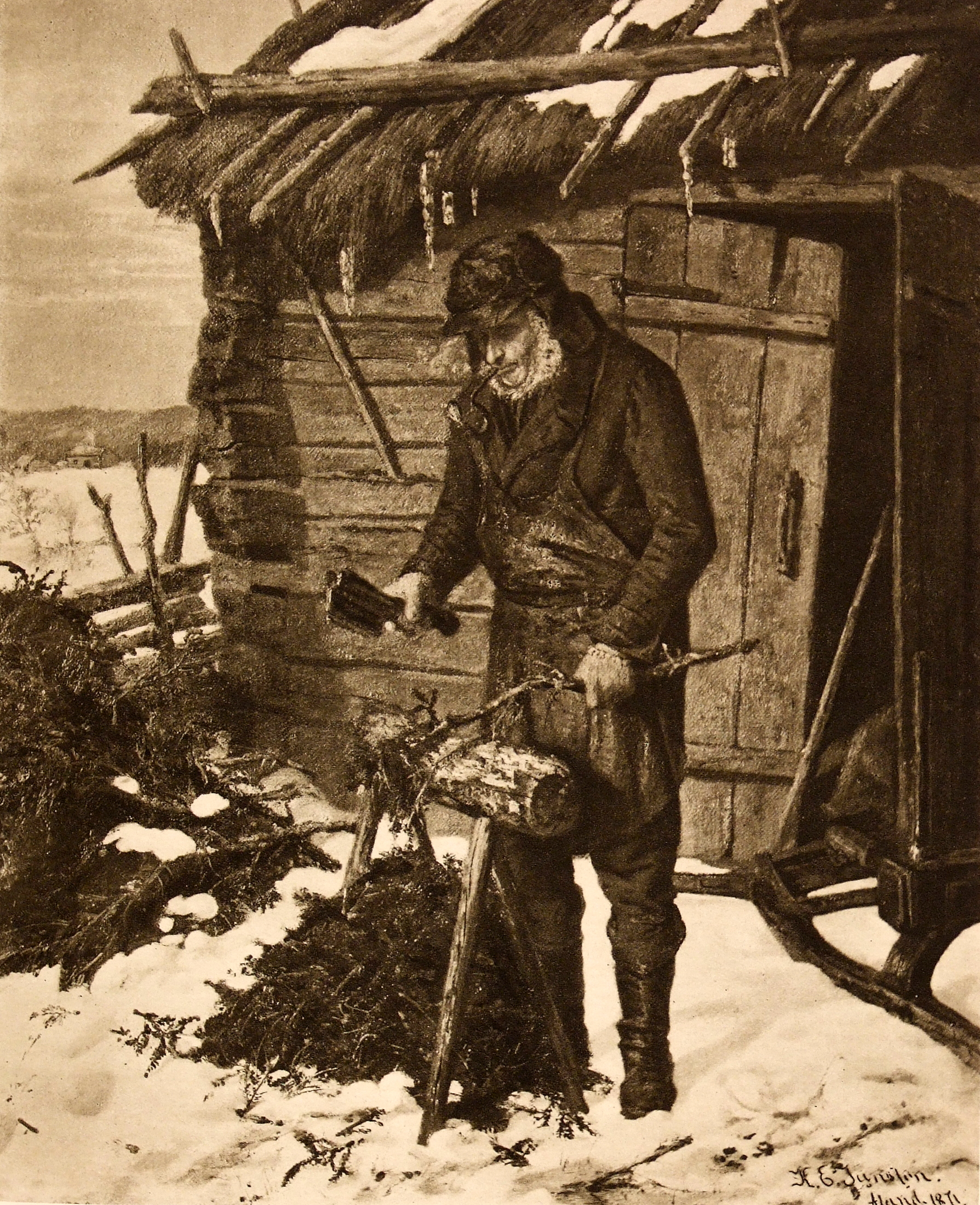